# Hudiksvalls, Forsa och Bergsjö tingslag
Hudiskvalls, Bergsjö och Forsa tingslag, före 1945 Bergsjö och Forsa tingslag, var ett tingslag i nordöstra Hälsingland i Gävleborgs län. Tingslaget område motsvarade nuvarande Nordanstigs kommun samt de östra delarna av Hudiksvalls kommun. 
Tingslaget bildades 1907 genom sammanslagning av Forsa tingslag och Bergsjö tingslag. 1945 tillfördes området Hudiksvalls stad när dess rådhusrätt upphörde. 1948 överfördes verksamheten till Norra Hälsinglands domsagas tingslag.
Domsaga var Norra Hälsinglands domsaga

## Socknar
Tingslaget omfattade följande socknar:
Från Forsa tingslag
- Forsa socken
- Idenors socken
- Ilsbo socken
- Hälsingtuna socken
- Högs socken
- Rogsta socken

Från Bergsjö tingslag
- Bergsjö socken
- Gnarps socken
- Harmångers socken
- Hassela socken
- Jättendals socken